# السينما السعودية
السينما السعودية بدأت السينما في المملكة العربية السعودية في مرحلة تاريخية مبكرة تعود للثلاثينيات من القرن العشرين قبل الإعلان عن دعم صناعة السينما رسمياً بالموافقة في ديسمبر عام 2017م على إصدار تراخيص للراغبين في فتح دور للعرض السينمائي في السعودية.، حيث اهتمت رؤية المملكة بصناعة السينما أكاديمياً، من خلال فتح المعاهد المتخصصة، وثقافياً باستضافة المهرجانات والفعاليات العالمية، ومحلياً بإقامة مهرجانات نوعية مثل مهرجان البحر الأحمر السينمائي. في السعودية حاليًا 66 دار للسينما لديها 618 شاشة عرض. كانت المغنية وعد أول امرأة سعودية تشارك بعمل سينمائي وذلك في فلم موعد مع المجهول عام 1981.

## التاريخ

### البدايات
أول من أدخل دور العرض السينمائية إلى المملكة العربية السعودية هم الموظفون في شركة (العربية الأمريكية للزيت آنذاك) في مدينة الظهران، التي تحوّل اسمها إلى شركة أرامكو في مجمعاتهم السكنية الخاصة بهم في السعودية خلال فترة الثلاثينيات الميلادية، ومع بداية فترة الخمسينيات الميلادية وجد ما عُرف لاحقاً بـ «سينما الأحواش» وقد اشتهرت الأحواش بأسماء مُلاكها.
خلال فترة نهاية الستينات وبداية السبعينات الميلادية بدأت تنتشر دور العرض بين السكان المحليين، وكانت صالات العرض المتاحة للمواطنين السعوديين موجودة في الأندية الرياضية المحلية على وجه التحديد، وفي بعض الأحواش والبيوتات الشهيرة خاصة في الرياض وجدة والطائف وأبها والدمام وأحياناً في بعض السفارات الأجنبية إلا أن الحضور كان مقتصرًا على الرجال فقط، وكانت طرق العرض عشوائية وتفتقد إلى التنظيم والتهيئة اللازمة للمشاهدة والتسويق المناسب، والاختيار الجاد.

### فترة التوقف
بعد سنوات قصيرة من حادثة الحرم المكي 1979، قامت الحكومة السعودية بإغلاق دور العرض وصالات السينما في محاولة منها لاحتواء غضب التيار الإسلامي السعودي بعد الحادثة.[بحاجة لمصدر] واستمر المنع لكن كانت تقوم في السنوات التالية وبالتحديد منذ (2006م) بعض الأندية الأدبية والثقافية السعودية بعرض بعض الأفلام وإقامة مهرجانات أو مسابقات للأفلام التسجيلية والقصيرة المنتجة محلياً مثل مهرجان "أفلام السعودية" المنظم المنظم بالتعاون بين الجمعية العربية السعودية للثقافة والفنون بالدمام والنادي الأدبي بالدمام، وفي 2008م قامت شركة روتانا بإنتاج مناحي، وهو فلم سعودي يؤدي فيه الممثل فايز المالكي دور الشخصية الرئيسية فيه، وعرض في عدد من صالات السينما بالدول العربية المجاورة ونجحت روتانا في الحصول على الترخيص بعرضه في ديسمبر 2008م بـجدة في مسرح الملك فهد الثقافي، وتبعه عروض أخرى في الطائف وفي النصف الأول من 2009م عرض في الرياض وأبها وجازان وبعدها توقفت العروض التجارية ولم تكرر نفس التجربة مع أي فلم آخر ما عدا الأفلام التسجيلية والقصيرة المنتجة محلياً التي تعرض في المسابقات والمهرجانات المنظمة من قبل الأندية الأدبية وجهات أخرى مختلفة.

### العودة والوضع الحالي
- في ديسمبر 2017 وافق مجلس إدارة الهيئة العامة للإعلام المرئي والمسموع في السعودية، على إصدار تراخيص للراغبين في فتح دور للعرض السينمائي بالمملكة، وقد اُفتتحت في 18 أبريل 2018، أول سينما في الرياض، ثم في 28 يناير 2019، اُفتتحت أول سينما في جدة.[7][8] وقعت شركة «مشاريع الترفيه السعودية» اتفاقية شراكة مع «الشركة الأولى لتطوير العقارات»، وذلك بهدف زيادة عدد صالات السينما في السعودية.[9]
- في ديسمبر 2017 وافق مجلس إدارة الهيئة العامة للإعلام المرئي والمسموع في السعودية، على إصدار تراخيص للراغبين في فتح دور للعرض السينمائي بالمملكة، وقد اُفتتحت في 18 أبريل 2018، أول سينما في الرياض، ثم في 28 يناير 2019، اُفتتحت أول سينما في جدة.[10][11] وقعت شركة «مشاريع الترفيه السعودية» اتفاقية شراكة مع «الشركة الأولى لتطوير العقارات»، وذلك بهدف زيادة عدد صالات السينما في السعودية.[12]
- في نوفمبر 2020، ووفقًا لما ذكرته مجلة فارايتي الأمريكية، أصبحت السعودية السوق الأكثر ربحًا في منطقة الشرق الأوسط متجاوزةً الإمارات العربية المتحدة السوق الأكبر في 2019، ويأتي هذا الارتفاع في ظل انخفاض عالمي في عائدات شباك التذاكر قُدّر بنحو 80% في أعقاب جائحة فيروس كورونا 2020. بلغت مبيعات التذاكر في دور العرض السينمائي أكثر من 73 مليون دولار على مدار الأربعين أسبوعًا السابقة لنوفمبر 2020، وبزيادة قدرها مليونا دولار في عائدات شباك التذاكر مقارنةً بالفترة نفسها من عام 2019، فيما حققت دولة الإمارات عائدات بلغت 51 مليون دولار، أي ربع ما حققته في عام 2019.[13][14]
- قال الرئيس التنفيذي لشركة فوكس سينما (VOX Cinemas)، كاميرون ميتشل، أن المملكة هي سوق السينما الوحيد على مستوى العالم الذي توسع في عام 2020. وأن السوق السعودي، قد ارتفعت أرباحه بما يقدر بـ 4% منذ بداية 2019، رغم إغلاق دور السينما من مارس إلى منتصف يونيو 2020. وتوقع نموًا قدره 8% بحلول نهاية 2020، وأشار إلى أن الحصة السعودية من سوق السينما في الشرق الأوسط بلغت 110 ملايين دولار في عام 2019، من إجمالي 600 مليون دولار، باستثناء إصدارات الأفلام الهندية والعربية، وبعض المحتوى المستقل، وتوقع كذلك أن أن يكون هناك 340 شاشة قيد التشغيل بحلول نهاية 2020، فيما سيبلغ عدد الشاشات ما يقرب من 700 شاشة بحلول نهاية 2021.[13][14]
- أعلنت وزارة السياحة في مطلع عام 2021 أنه ومن خلال مبادرة «إطلاق وتفعيل قطاع السينما في المملكة»، وهي إحدى مبادرات رؤية المملكة 2030 المسندة إلى برنامج جودة الحياة وتقوم بتنفيذها الهيئة العامة للإعلام المرئي والمسموع، تم افتتاح 17 دار سينما في 10 مدن، آخرها افتتاح دار سينما في المجمعة يوم 31 ديسمبر، ووصل عدد دور السينما المشغلة على مستوى مناطق السعودية إلى 31 داراً سينمائية بعد افتتاح 17 دار سينما في المملكة في عام 2020م. من خلال أربعة مشغلين عالميين هم «فوكس» و«موفي» و«أي أم سي» و«أمباير سينما».
- وفي2020م اُفتتحت دور سينمائية في الدمام، وتبوك، وحفر الباطن، والجبيل، والظهران، والأحساء، وأبها، والمجمعة، إضافة إلى 7 دور سينما في الرياض، و3 دور سينما في جدة. ووصل عددت الشاشات المشغلة حتى مطلع عام 2021 إلى 317 شاشة، بسعة تزيد عن 32 ألف مقعد، في 31 دار سينما على مستوى السعودية.[15]
- في 11 أبريل 2021، أقرّت الهيئة العامة للإعلام المرئي والمسموع تعديل لائحة تنظيم العرض السينمائي لتكون أكثر مرونة بشكل يسهم في تعزيز القطاع ويسهل ويدعم منتجي الأفلام السينمائية المحليين والفنانين وصُناع المحتوى المحلي، وذلك بالموافقة على إعفاء الأفلام المحلية من أي مقابل مادي على التذاكر في مختلف صالات العرض في مناطق المملكة. ولتمكين تطوير صناعة السينما وتعزيز وصولها لكل المواطنين والمقيمين وتيسيرًا على المستثمرين، أقرت تخفيض المقابل المالي المقتطَع للهيئة من كل تذكرة ليكون ثلاث فئات حسب المناطق 15%، و10%، و5% وذلك بدلًا عن المقابل المالي المقتطَع سابقًا البالغ 25%.[16]
- في أغسطس 2022 أعلنت الهيئة العامة للإعلام المرئي والمسموع أنها فسحت 311 فلماً سينمائياً خلال العام 2022م، كما أعلنت عن دخول ثلاثة مشغلين جدد إلى السوق السعودية، هم (ريل سينما) «Reel Cinema «الإماراتية، و (نيو ميترو) «New Metro» جنوب إفريقية، و (جراند سينما)»Grand Cinema» اللبنانية والتي فتحت أبوابها فعلياً للزوار في أغسطس الجاري بأبحر مول في جدة.
- وأشارت الهيئة إلى وصول عدد دور السينما في السعودية إلى 59 داراً، محققة بذلك مستهدفات مبادرة (إطلاق وتفعيل قطاع السينما في المملكة) وهي إحدى مبادرات برنامج جودة الحياة أحد برامج رؤية 2030. كما أوردت المؤشرات في تقرير الحالة الثقافية في السعودية أن قيمة مبيعات تذاكر السينما في السعودية للعام 2021م بلغت 206.162.822 ريال من خلال بيع 13.491.755 تذكرة لحضور 412 فلماً.[17]
- وفي نوفمبر 2023 حققت دور العرض السعودية إيرادات بنحو مليوني دولار في أسبوع واحد، حيث يُعرض في صالات السينما السعودية 43 فلماً متنوعاً ما بين عربي وأجنبي، وسط حالة تنافسية شديدة[18] وفي الأسبوع الأول من ديسمبر 2023 حققت صالات السينما بالسعودية إيرادات بنحو "1.7" مليون دولار.[19] أما في الأسبوع الثاني من ديسمبر 2023 حققت صالات السينما بالسعودية إيرادات بلغت نحو (3.2 مليون دولار)، لأكثر من 230 ألف تذكرة مباعة في الأسبوع الثاني.[20]
- ومنذ 2018 وحتى سبتمبر من العام 2023 حققت دور السينما في السعودية إيرادات بلغت 3 مليارات ريال كما تم بيع نحو 51 مليون تذكرة منذ أبريل 2018.[21]
- وفي نهاية عام 2023 حققت السينما في السعودية حصيلة أرباح بلغت 236 مليون دولار حيث باعت أكثر من 17 مليون تذكرة لمشاهدة 432 فلماً.[22]
- وفي الأسبوع الأول من يناير 2024 حققت السينما في السعودية إيرادات بنحو 12.48 مليون ريال (3.33 مليون دولار) بواقع 225.5 ألف تذكرة مباعة[23] وفقاً لبيانات الهيئة العامة لتنظيم الإعلام.
- ومنذ العام 2018 وحتى أبريل 2024 حققت دور السينما في السعودية إيرادات بلغت 3.7 مليار ريال بينما وصل إجمالي التذاكر المباعة نحو أكثر من 61 مليون تذكرة، وفقاً لما كشفته الهيئة العامة لتنظيم الإعلام.[24]
- سجلت السينما السعودية خلال عام 2024 إيرادات بلغت 845.6 مليون ريال[25]
- وفي 21 أبريل 2024 صدر قرار بتخفيض المقابل المالي لتراخيص هيئة الأفلام، التي تشمل المقابل المالي لتراخيص مزاولة نشاط تشغيل دور السينما الدائمة والمؤقتة، وتراخيص دور السينما للاحتياج المتخصص وتراخيص تشغيل دور السينما الدائمة والمؤقتة، ودور السينما للاحتياج المتخصص، وصرح الأمير بدر بن عبدالله بن فرحان، وزير الثقافة، رئيس مجلس إدارة هيئة الأفلام في تغريدة على حسابه في "إكس": خطوة مهمة لتعزيز سلسلة القيمة في القطاع السينمائي، وزيادة الإقبال على شباك التذاكر ورفع حصة الأفلام السعودية فيه، والذي يسهم بدوره في تعزيز النشاط الاقتصادي في هذا المجال.[26]
- وفي الأسبوع الأخير من شهر يونيو للعام 2024، حققت إيرادات الأفلام 9,2 مليون دولار للأفلام المعروضة والبالغ عددها 47 فلم.[27]

### أول مجلة سينمائية
في يونيو 2022 أعلن عن إطلاق مجلة «كراسات سينمائية» تزامناً مع الدورة الثامنة لمهرجان أفلام السعودية، وهي أول مجلة سعودية متخصصة في السينما، تصدرها «آثار الصور» بالتعاون مع جمعية السينما ودعم هيئة الأفلام. وأسس المجلة كل من: فيصل بالطيور (المشرف على المجلة)، وأحمد أبو شادي، ووجدان المرحوم.

### أحداث سينمائية
| التاريخ             | الحدث | مصدر          |
| ------------------- | --- | ------------- |
| مارس 2023م          | إقامة أول ملتقى النقد السينمائي الأول في جدة. | [ 29 ]        |
| 1 - 4 أكتوبر 2023   | منتدى الأفلام السعودي، أطلقته هيئة الأفلام في واجهة الرياض للمعارض والمؤتمرات لعرض أحدث المشاريع والابتكارات المتعلقة بصناعة السينما في السعودية، ووفي جميع أنحاء العالم. | [ 30 ] [ 31 ] |
| 14 - 18 أبريل 2024م | إقامة الدورة الرابعة من «المهرجان السينمائي الخليجي» في الرياض. | [ 32 ]        |
| 21 أبريل 2024م      | وافق مجلس إدارة هيئة الأفلام على قرار تخفيض المقابل المالي لتراخيص السينما في السعودية، ويشمل المقابل المالي لتراخيص مزاولة نشاط تشغيل دور السينما الدائمة والمؤقتة، وتراخيص دور السينما للاحتياج المتخصص وتراخيص تشغيل دور السينما الدائمة والمؤقتة، ودور السينما للاحتياج المتخصص. | [ 33 ]        |
| 2 - 9 مايو 2024     | إقامة مهرجان الأفلام السعودية الدورة الـ 10 بمدينة الظهران | [ 34 ] [ 35 ] |
| يوليو 2024م         | أطلق المستشار تركي آل الشيخ، رئيس الهيئة العامة للترفيه في السعودية، «جائزة القلم الذهبي للرواية»، التي تركز على الأعمال الروائية الأكثر شعبية وقابلية للتحويل إلى أعمال سينمائية، بمجموع جوائز تصل لـ740 ألف دولار وإنتاجات سينمائية لعدد من الأعمال الفائزة.                       |               |
| 4 نوفمبر 2024م      | افتتاح استديوهات الحصن بيج تايم التي تعد واحدة من أكبر وأحدث الاستديوهات للإنتاج السينمائي والتلفزيوني في الشرق الأوسط. | [ 38 ]        |

## الإنتاج السينمائي
أول فلم سعودي أنتج عام 1950 وحمل عنوان الذباب من بطولة حسن الغانم، الذي يعتبر أول ممثل سينمائي سعودي، بالتعاون مع فريق إنتاج من هوليوود بالإضافة إلى تصويره في مدينة القطيف، وفي منتصف الستينيات الميلادية قام التلفزيون السعودي بإنتاج أفلام تلفزيونية، لكن البداية الحقيقية للإنتاج السينمائي السعودي كانت عام 1966 حيث أنتج فلم تأنيب الضمير إخراج المخرج السعودي سعد الفريح وبطولة الممثل السعودي حسن دردير. وفي عام 1975 قام المخرج السعودي عبد الله المحيسن بإخراج فلم عن (تطوير مدينة الرياض) وشارك به في مهرجان الأفلام التسجيلية في القاهرة عام 1976، قبل أن يقدم من جديد عام 1977 فلماً سينمائياً أكثر أهمية وحضوراً وحساً فنياً هو الفلم الوثائقي (اغتيال مدينة) في عرض درامي حول الحرب الأهلية اللبنانية، ومدى الضرر الذي ألحقته هذه الحرب بمدينة بيروت الجميلة، وحاز حينها على جائزة (نفرتيتي) لأفضل فلم قصير، كما كان الفلم قد عرض في مهرجان القاهرة السينمائي عام 1977.
يبلغ عدد الأفلام السعودية التي أنتجت منذ عام 1975 وحتى عام 2012 (255) فلماً سعودياً معظمها أفلام تسجيلية أو قصيرة وبميزانية محدودة ومنخفضة التكاليف، ولم تعرض إلا في المسابقات والمهرجانات سواء المحلية أو العربية والدولية للمنافسة على الجوائز المختلفة. القليل منها كان تجارياً وبميزانية ضخمة وعرض في صالات السينما. وتنوعت ما بين أفلام وثائقية وأفلام قصيرة وأفلام روائية، ومن ناحية نوع المحتوى إلى أفلام رعب وأفلام أكشن وأفلام كوميدية وأفلام صامتة وأفلام خيال علمي وأفلام تلفزيونية وأفلام رسوم متحركة وأفلام يوتيوبية.

## المهرجانات والجوائز السينمائية
- مهرجان جدة للعروض السينمائية وهو مهرجان سينمائي سعودي بدأ عام 2006 بمدينة جدة [41]
- مهرجان أفلام السعودية بدأ عام 2008 بمدينة الدمام [42] بالتعاون مع مركز إثراء، ويمنح جائزة النخلة الذهبية[43]
- مهرجان الفلم السعودي هو مهرجان تلفزيوني للأفلام السعودية بدأ عام 2012 على قناة روتانا فلم [44]
- مهرجان الأنصار للفلم بدأ عام 2013 بمدينة المدينة المنورة [45]
- مهرجان البحر الأحمر السينمائي الدولي. انطلق عام 2019 في مدينة جدة
- مسابقة أيام الفلم السعودي 2019[46]

## دور السينما والشركات المشغلة

### AMC سينما
كانت إي إم سي سينما أول شركةٍ مشغلّةٍ لدور السينما تحصل على أول رخصةٍ لافتتاح دور سينما في السعودية،  وافتتحت دار العرض الأولى لها في المملكة في مركز الملك عبد الله المالي في الرياض. وقال آدم أرون رئيس الشركة الأمريكية إن الشركة ستنتهي من افتتاح 40 دار سينما خلال خمس سنوات فيما سيصل عدد دور العرض التي ستشغلها إلى 100 وذلك بحلول عام 2030. بحلول يوليو 2024، تُشغّل الشركة عدّة دور سينما في السعودية، وهي:
1. إي إم سي مركز الملك عبد الله المالي 1 – الرياض، اُفتتحت بتاريخ 18 أبريل 2018.[48]
2. إي إم سي بانوراما مول 10 – الرياض، اُفتتحت في 16 ديسمبر 2019.[50]
3. إي إم سي حفر الباطن 8 – حفر الباطن، اُفتتحت بتاريخ 13 أغسطس 2020.[51][51]
4. إي إم سي الخير 9 – الرياض، اُفتتحت في 27 أغسطس 2020.[52]
5. إي إم سي رياض جاليري 9 – الرياض، اُفتتحت في 27 أغسطس 2020.[52]
6. إي إم سي العزيزية بلازا 3 – الرياض، اُفتتحت في 3 ديسمبر 2020.[53]
7. إي إم سي كرم 5 – المجمعة، اُفتتحت بتاريخ 31 ديسمبر 2020.[54]
8. إي إم سي ستارز أفينيو 9 – جدة، اُفتتحت في أبريل 2021.[55]
9. إي إم سي الدوادمي 3 – الدوادمي، اُفتتحت في أبريل 2021.[55]
10. أي إم سي أجدان ووك 9 – الخُبَر، اُفتتحت في ديسمبر 2021.
11. أي إم سي جاردن 5 – حائل، اُفتتحت في يونيو 2022.
12. أي إم سي ذا ووك 7 – الهفوف، اُفتتحت في ديسمبر 2022.
13. أي إم سي بوليفارد 7 – تبوك، اُفتتحت في ديسمبر 2022.

### ڤوكس سينما

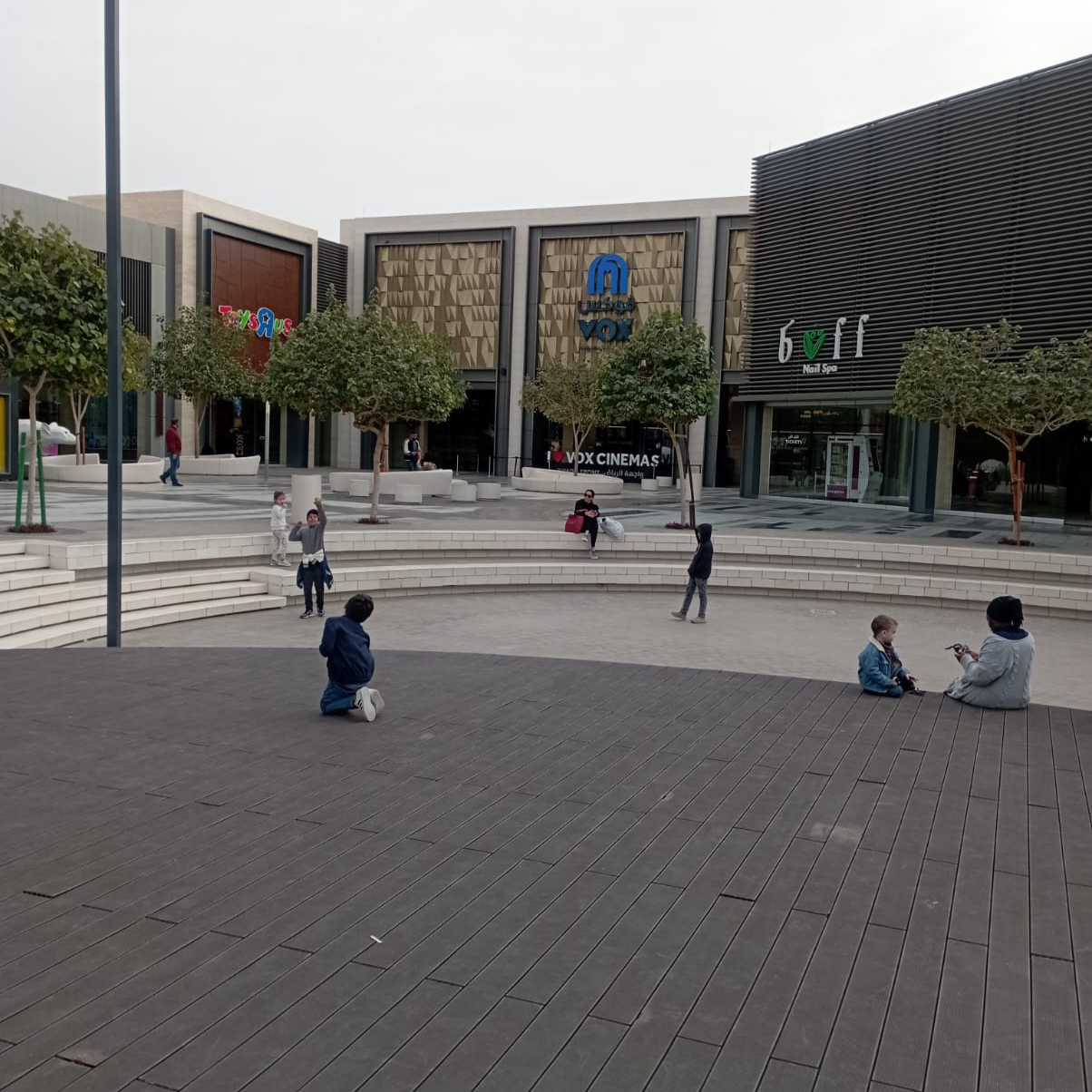
فوكس الرياض 2023

ثاني مشغلي صالات السينما دخولًا للسوق السعودية هي شركة فوكس سينما، التابعة لمجموعة ماجد الفطيم، وافتتحت أول دار سينما لها في مول الرياض بارك في مدينة الرياض، وذلك في 30 أبريل 2018. ثاني صالاتها كانت في القصر مول في الرياض أيضًا في 6 مارس 2019. في 16 أبريل 2019، اُفتتحت الشركة 8 شاشات جديدة في مركز المملكة وكانت السينما الرابعة في الرياض والخامسة في السعودية، وهي تُعتبر أفخم سينما في الشرق الأوسط. خارج الرياض، اُفتتحت الشركة أول صالة سينما في مدينة جدة في 28 يناير 2019. بحلول يوليو 2024، تُشغّل الشركة عدّة دور سينما في السعودية، وهي:
1. مول الرياض بارك، الرياض – اُفتتحت في 30 أبريل 2018.[60]
2. رد سي مول، جدة – اُفتتحت في 28 يناير 2019.[61]
3. القصر مول، الرياض – اُفتتحت في 6 مارس 2019.[56]
4. مركز المملكة، الرياض – اُفتتحت في 16 أبريل 2019.[62]
5. وست أفينيو مول، الدمام – اُفتتحت في 24 يونيو 2019.[63]
6. واجهة روشن، الرياض – اُفتتحت في 30 أكتوبر 2019.[64]
7. أطياف مول، الرياض – اُفتتحت في 21 يناير 2020.[65]
8. ذا روف مول، الرياض – اُفتتحت في 20 مارس 2020.[66]
9. صحارى مول، الرياض – اُفتتحت في 29 يونيو 2020.[67]
10. تبوك بارك، تبوك – اُفتتحت في 27 يوليو 2020.[68]
11. تاون سكوير، جدة – اُفتتحت في 29 نوفمبر 2020.[69]
12. حائل سكوير، حائل – اُفتتحت في 7 أبريل 2021.[70]
13. ذا سبوت، الرياض – اُفتتحت في 13 مايو 2021.
14. ذا اسبلاناد، الرياض – اُفتتحت في 19 أغسطس 2021.
15. غاليريا مول، الجبيل – اُفتتحت في 5 أكتوبر 2021.
16. ڤيا رياض، الرياض – اُفتتحت في مايو 2023.
17. سنشري كورنر، الرياض – اُفتتحت في 1 أكتوبر 2023.
18. جدة بارك، جدة – اُفتتحت في 18 مايو 2024.

### موڤي سينما
موڤي سينما هي العلامة التجارية المحلية الأولى والوحيدة لدور العرض السينمائية في المملكة العربية السعودية. تأسست الشركة في عام 2019 ومقرها في الرياض، وهي مملوكة ومدارة من قبل شركة موفي لدور السينما. افتُتح أول فرع لموڤي سينما يوم 6 أغسطس 2019 في مجمع العرب بمدينة جدة.
1. مجمع العرب (جدة)، اُفتتحت في 6 أغسطس 2019.[75]
2. الحمراء مول (الرياض)، اُفتتحت في 20 ديسمبر 2019، وهي أول صالة سينما للشركة تُفتتح في الرياض.[76]
3. النخيل مول (الدمام)، اُفتتحت في 1 فبراير 2020.[77]
4. يو ووك (الرياض)، اُفتتحت في 6 مارس 2020.[76][78]
5. الجبيل مول (الجبيل)، اُفتتحت في 26 أغسطس 2020، وهي أول سينما ككل تُفتتح في محافظة الجبيل.[79][80]
6. الأحساء مول (الهفوف)، اُفتتحت في 26 أغسطس 2020.[80][81]
7. هيفاء مول (جدة)، اُفتتحت في 28 أغسطس 2020.[80]
8. عزيز مول (جدة)، اُفتتحت في 16 سبتمبر 2020، وهي ثالث فروعها بمدينة جدة، والثامنة على مستوى المملكة.[82]
9. النخيل مول (الرياض)، اُفتتحت في 25 سبتمبر 2020.[83]
10. الظهران مول (الظهران)، اُفتتحت في 17 أكتوبر 2020.[84]
11. سينما السيارات (الرياض)، اُفتتحت في 16 يناير 2021. وهي أول سينما سيارات في السعودية، وانطلقت في فعالية سينما السيارات «وميض الرياض».[85]
12. نخيل بلازا (بريدة)، اُفتتحت في 16 يونيو 2021، وهي أوّل سينما تُفتتح في منطقة القصيم.[86]
13. سيتي ووك (الطائف)، اُفتتحت في 20 أغسطس 2021، وهي أوّل سينما تُفتتح في مدينة الطائف،[87] وبها 10 صالات، تضم جميعها 783 مقعدًا.[88]

## نظام تصنيف المحتوى للأفلام السينمائية
في 22 أبريل 2018، وبعد أسبوعٍ من إعادة افتتاح السينما في السعودية، اعتمدت الهيئة العامة للإعلام المرئي والمسموع نظام فسح وتصنيف المحتوى للأفلام التي ستعرض في دور السينما في السعودية، بما يتناسب مع مختلف الأعمار،  وأكدت إدارة الهيئة العامة للإعلام المرئي والمسموع، في وقت سابق، أن أحد أهداف قطاع السينما هو القدرة على حماية الجمهور من المحتوى غير الملائم ودعم إنتاج الإيجابي منه.

### تقديرات الأفلام
تصنيفات السينما حسب الهيئة العامة للإعلام المرئي والمسموع:
| العلامة | التصنيف | الوصف الرسمي |
| ------- | ------- | --- |
|         | G       | الفلم مناسب لجميع الأعمار المحتوى ضمن إطار إيجابي وخالٍ من تأثيرات العنف أو التهديد، وأغلبها أفلام كرتونية. |
|         | PG      | يُنصح بمرافقة الراشدين لمن هم تحت 12 عاماً المحتوى بشكل عام آمن، ولكن يُوصى بأن يُنظر فيما إذا كان المحتوى قد يزعج بعض الأطفال، مثل: القليل من العنف أو الحزن أو الخيال.                                                                   |
|         | PG12    | يَلّزم مرافقة الراشدين لمن هم تحت 12 عاماً المحتوى بشكل عام آمن، ولكن قد يتضمن مشاهد لا تكون مناسبة لهم، لذا ينبغي على الراشدين تقييم ما إذا كان مناسباً أم لا. وقد تتضمن هذه الفئة من الأفلام: الخيال العلمي، والأبطال الخارقين.          |
|         | R12     | يمنع دخول المشاهدين الأقل من 12 عاماً المحتوى يتضمن مواضيع ناضجة، تُعالج بشكل محتفظ ومناسب لمن هم في هذا العمر وما فوق، مثل: التشويق، والإثارة، والحروب، والجريمة والعصابات، والخيال العلمي، والكوارث الطبيعية، والرومانسية بحبكة بسيطة. |
|         | R15     | يمنع دخول المشاهدين الأقل من 15 عاماً المحتوى يتضمن مواضيع ناضجة، تُعالج بشكل محتفظ ومناسب لمن هم في هذا العمر وما فوق، مثل: الحروب، والجريمة والعصابات، والرومانسية، والرعب، والعنف.                                                    |
|         | R18     | يمنع دخول المشاهدين الأقل من 18 عاماً المحتوى يتضمن مواضيع أكثر نضجاً، وقد يحتوي على مشاهد عنيفة للغاية، والعنف المنزلي، أو مواضيع سياسية.                                                                                               |

## قائمة الأفلام
- فلم الذباب بطولة حسن الغانم 1950
- فلم تأنيب ضمير إخراج المخرج سعد الفريح، وبطولة حسن دردير 1966.
- فلم تطوير مدينة الرياض في 1975 إخراج عبد الله المحيسن.
- فلم اغتيال مدينة في 1977 إخراج عبد الله المحيسن.
- موعد مع المجهول في عام 1980: بطولة الفنان السعودي سعد خضر وهو فلم روائي طويل مدته أكثر من ساعتين ونصف [92]
- فلم الإسلام جسر المستقبل في عام 1982: الذي يصور فيه المخرج السعودي عبد الله المحيسن المراحل التاريخية للقضايا العربية والإسلامية بداية من هجمات التتار والمغول، مرورًا بالاستعمار الإنجليزي والفرنسي، وتسلل اليهود إلى المنطقة العربية، وانتهاءً ببروز القوتين العظيمتين في العالم، حيث يجسِّد الفلم المعاناة العربية والإسلامية بشكل مؤثر، وقد شارك المخرج بالفلم في مهرجان القاهرة السادس، ونال الجائزة الذهبية .
- فلم الصدمة عام 1991: الذي يقدم فيه المخرج السعودي عبد الله المحيسن رؤيته الخاص عما حدث في عام 1990 من أحداث غزو الكويت، ومن ثم تحريرها في حرب الخليج الثانية والأثر الذي أحدثته هذه الأزمة على المنطقة.
- سيناريو سينمائي لمشروع فلم “سنين الرحمة” 1997 للمخرج والسناريست والمنتج صالح الفوزان "لم يتم تنفيذه" وهو حاصل على جائزة أفلام الشمال لدعم أفلام الجنوب من المركز السينمائي الفرنسي وهو أول سيناريو لفلم روائي طويل ويتحدث عن الفترة التقليدية اللتي تسبق الطفرة النفطية وحجم التحولات اللتي حدثت وتأثيرها الإجتماعي .
- فلم "من..؟" عام 2003 وهو أول فلم قصير للمخرجة هيفاء المنصور
- فلم أنا والآخر (فلم) من إخراج هيفاء المنصور وإنتاج عام 2004 [93]
- فلم اليتيم عماد من إخراج وتمثيل عبد الله المديفر.[94]
- فلم حنين من إخراج سعد خضر.[95]

### الأفلام الطويلة
- فلم ظلال الصمت (فلم) من إخراج المخرج عبد الله المحيسن من إنتاج عام 2006 [96]
- فلم كيف الحال من إنتاج عام 2006، من إخراج إيزادور مسلم بمشاركة المخرجة السعودية هيفاء المنصور، وبطولة هشام الهويش وإنتاج روتانا

### الأفلام القصيرة
- فلم تمرد من إخراج عبد العزيز النجيم إنتاج عام 2006
- فلم أصول إخراج طلال عايل من إنتاج 2006
- فلم الحلم الضائع من إخراج علي الأمير وإنتاج عام 2006
- فلم مطر من إخراج أبو عبد الله إنتاج عام 2006
- فلم حلم الصحراء من إخراج رضوان خالد إنتاج عام 2006
- فلم السينما 500 كم من إخراج عبد الله آل عياف إنتاج عام 2006 [97]

- فلم إطار من إخراج عبد الله آل عياف إنتاج عام 2007
- فلم نوايا حسنه من إخراج محمد هلال إنتاج عام 2007
- فلم انتماء من إخراج ممدوح سالم باعجاجه إنتاج عام 2007
- فلم طفلة السماء من إخراج علي الأمير إنتاج عام 2007
- فلم ليلة البدر من إخراج ممدوح سالم باعجاجه إنتاج عام 2007 [98]

### الأفلام الطويلة
- فلم صباح الليل إنتاج عام 2008 من إخراج مأمون البني وبطولة راشد الشمراني
- فلم مهمة وسط المدينة إنتاج عام 2008 من إخراج عبد الله آل عياف

### الأفلام القصيرة
- فلم مطر من إخراج عبد الله آل عياف إنتاج عام 2008
- فلم وصول إخراج طلال عايل من إنتاج 2008 (4)
- فلم سينمانيوس إخراج طلال عايل من إنتاج (5)
- فلم البداية من إخراج فيصل الحربي إنتاج عام 2008
- فلم حلم بريء من إخراج بشير المحيشي إنتاج عام 2008
- فلم نسيج العنكبوت من إخراج سمير عارف إنتاج عام 2008
- فلم ليلة من العمر من إخراج ماهر الغانم إنتاج عام 2008
- فلم الهامس للقمر من إخراج عبد الله أحمد إنتاج عام 2008م [99]
- فلم مهمه طفل من إخراج ممدوح سالم باعجاجه إنتاج عام 2008 [100]

### الأفلام الطويلة
- فلم مناحي من إنتاج روتانا
- فلم الشر الخفي من إخراج محمد الحمود
- فلم القرية المنسية من إخراج عبد الله أبو طالب[101]

### الأفلام القصيرة
- فلم ظل من إخراج محمد الحمود إنتاج عام 2009
- فلم شرود من إخراج بدر الحمود إنتاج عام 2009
- فلم مابي من إخراج حسام الحلوة إنتاج عام 2009
- فلم أصـيل من إخراج فيصل الحربي إنتاج عام 2009
- فلم احتباس من إخراج عبد العزيز النجيم إنتاج 2009
- فلم آخر يوم من إخراج نواف المهنا إنتاج عام 2009
- فلم شروق/غروب من إخراج محمد الظاهري إنتاج عام 2009
- فلم مشروع من إخراج عبد المحسن المطيري إنتاج عام 2009
- فلم حسب التوقيت المحلي من إخراج محمد الخليف إنتاج عام 2009 [102]
- فلم ثلاثة رجال وامرأة من إخراج عبدالمحسن الضبعان إنتاج عام 2009 [103]

### الأفلام الوثائقية
- فلم عودة الكنز من إخراج محمد القاضي[104]

### الأفلام القصيرة
- فلم عودة من إخراج حسام الحلوه إنتاج عام 2010
- فلم أر رياض من إخراج طلال عايل إنتاج عام 2010 (2)
- فلم عايش من إخراج عبد الله آل عياف إنتاج عام 2010
- فلم القناع للمخرج عبد المحسن المطيري إنتاج عام 2010
- فلم التطوع الأخير من إخراج بدر الحمود إنتاج عام 2010
- فلم السحور الأخير من إخراج بدر الحمود إنتاج عام 2010
- فلم أكمام الأرض من إخراج ممدوح سالم باعجاجه إنتاج عام 2010
- فلم تجربة في الطابق السابع من إخراج فهد الاسطاء إنتاج عام 2010
- فلم لايوجد سوى دجاج مقلي في الثلاجة من إخراج نواف مهنا إنتاج عام 2010
- فلم نهاية شاب على حافة الهاوية من إخراج عبد المحسن المطيري إنتاج عام 2010
- فلم جده ملتقى الثقافات والحضارات من إخراج ممدوح سالم باعجاجه إنتاج عام 2010
- فلم الوقائع غير المكتملة لحكاية شعبية من إخراج عبد المحسن الضبعان إنتاج عام 2010 [105]

- فلم وينك؟ من إخراج عبد العزيز النجيم إنتاج 2011
- فلم نكرة من إخراج عبد الرحمن عايل من إنتاج 2011 (1)
- فلم فتون من إخراج عوض الهمزاني إنتاج 2011
- فلم سيل من إخراج بدر الحمود إنتاج عام 2011
- فلم داكن من إخراج بدر الحمود إنتاج عام 2011
- فلم مونوبولي من إخراج بدر الحمود إنتاج عام 2011
- فلم مفترق من إخراج عمرو العماري إنتاج عام 2011
- فلم الاتصال الأخير من إخراج بدر الحمود إنتاج عام 2011
- فلم كورة ... حبيبتي ؟! من إخراج عبد الله أحمد إنتاج عام 2011م[106]
- فلم سالم وغانم من إخراج فريق المبدعين إنتاج عام 2011
- فلم ست عيون عمياء من إخراج عبد الله آل عياف إنتاج عام 2011 [107]
- فلم حلم الأعمى من إخراج مجتبى سعيد.[108]

### الأفلام الطويلة
- فلم وجدة للمخرجة السعودية هيفاء المنصور.

### الأفلام القصيرة
- فلم غزو إخراج عبد الرحمن عايل من إنتاج 2012.
- فلم داعش إخراج عبد الرحمن عايل من إنتاج 2012-2013.
- فلم وافد إخراج طلال عايل من إنتاج طلال عايل 2013
- فلم حياة من إخراج مجتبى سعيد[109]

لا توجد إحصائية واضحة لعدد الأفلام القصيرة في ذلك العام، إلا أن إحدى الصحف السعودية قالت: إن مجموع الأفلام الوثائقية والقصيرة بلغ ذلك العام قرابة (25) فلماً.

### الأفلام الطويلة
- فلم كفاحي من إخراج مجتبى سعيد[109]

- فلم الأنميشن بلال: سلالة بطل جديد، من إخراج أيمن جمال

### الأفلام القصيرة
- فلم قلم المرايا من إخراج بدر الحمود[111]
- فلم القاري من إخراج محمد السلمان[112]
- فلم ليمون أخضر من كتابة علي سعيد وبطولة إبراهيم الحساوي وإخراج مجتبى سعيد[113]
- فلم سعودي ألماني بعنوان "بوصلة" من إخراج مجتبى سعيد[114]
- فلم عطوى من إخراج عبدالعزيز الشلاحي من إنتاج شركة تلفاز11[115]
- فلم الحائط الأخير من إخراج ناصر الخميساني وإنتاج قمرة
- فلم بسطة من إخراج هند الفهاد[116]

### الأفلام الطويلة
- فلم بركة يقابل بركة للمخرج السعودي محمود صباغ.

### الأفلام القصيرة
- فلم ضابط مباحث من إخراج داوود شعيل من إنتاج شركة تلفاز11
- فلم صالون رجال من إخراج مشعل الحليل من إنتاج شركة تلفاز11
- فلم ومن كآبة المنظر من تأليف وإخراج الأخوين قدس صهيب وفارس وكتابة هشام فقيه[117]
- فلم سومياتي بتدخل النار من إخراج مشعل الجاسر[118]
- فلم فضيلة أن لا تكون لا أحد من إخراج وتأليف بدر الحمود[119]
- فلم وسطي من إخراج علي الكلثمي وإنتاج إثراء[120]
- فلم أيقظني من إخراج وتأليف ريم سمير البيات[121]
- فلم 300 كم من إنتاج وإخراج محمد الهليل.

### أفلام وثائقية
- فلم جليد من إخراج عبد الرحمن صندقجي.
- فلم الزهايمر من إخراج عبد الرحمن صندقجي.
- فلم الكهف من إخراج عبد الرحمن صندقجي.[117]

### الأفلام القصيرة
- فلم Under the Surface من إنتاج وتصوير بكر الدحيم 2017
- الفلم الروائي القصير لا أستطيع تقبيل وجهي من إخراج علي السمين وكتابة خالد اليحيا[122]
- فلم الظلام هو لون أيضاً من إخراج مجتبى سعيد

### الأفلام الوثائقية
- فلم تحت الإسمنت من إخراج مشعل الجاسر الفائز بجائزة قمرة الموسم الثاني[123]

### الأفلام الطويلة
- فلم عمرة والعرس الثاني للمخرج السعودي محمود صباغ.[124]

### الأفلام القصيرة
- فلم Erase من إنتاج وتصوير بكر الدحيم 2018 [125]
- فلم 27 من شعبان من إخراج محمد السلمان[126]

### الأفلام الطويلة
- فلم (المسافة صفر) للمخرج السعودي عبد العزيز الشلاحي فاز بجائزة أفضل فلم روائي في مهرجان أفلام السعودية وأفضل إنجاز فني في مهرجان الإسكندرية السينمائي وعرض حصرياً على شبكة نت فليكس 2019.[127]
- فلم (فركش) للمنتج السعودي عبد اللطيف الشامي[128]
- فلم (آخر زيارة) للمخرج وكاتب السيناريو السعودي عبد المحسن الضبعان 2019[129]

- فلم المرشحة المثالية من إخراج هيفاء المنصور
- فلم سيدة البحر من إخراج وتأليف شهد أمين الذي نال جائزة النخلة الذهبية لأفضل ممثلة وجائزة أفضل تصوير سينمائي
- فلم الدنيا حفلة من كتابة وإخراج رائد السماري
- فلم ولد ملكاً من كتابة بدر السماري وكتاب آخرون حيث أنتج بالاشتراك مع بريطانيا وأستراليا
- فلم رولم من إخراج عبد الإله القرشي
- فلم الذكرى المفقودة من إخراج المهند الكدم
- فلم أغنية البجعة من إخراج هناء العمير.
- فلم الفضائي العربي من إخراج مشعل الجاسر
- فلم أيام السيرك من إخراج محمود الشرقاوي[117]

### الأفلام القصيرة
- فلم خمسون ألف صورة من إخراج عبد الجليل الناصر.
- فلم ولد سدرة إخراج ضياء يوسف.
- فلم صلة من إخراج حسام الحلوة.
- فلم ارتداد من إخراج محمد الحمود.
- فلم لون الروح إخراج فهد الأسطاء.
- فلم الأنميشن (Social Molds Manual) من إخراج رغد البارقي.
- فلم قضية هند من إخراج دنيا ناجي.
- فلم قواعد اللعبة من إخراج فهمي فرحات.
- فلم ون تو ثري من إخراج فيصل عبد الله.
- فلم تعايش من إخراج مصعب المعمري.
- فلم حرق من إخراج علي الحسين.
- فلم سعدية سابت سلطان من إخراج جواهر العامري.
- فلم حلاوة من إخراج هناء صالح الفاسي.
- فلم صامل من إخراج منصور البدران.
- فلم محاولة من إخراج يعقوب المرزوقي.
- فلم الجرذي إخراج فيصل العامر.
- فلم ستارة من إخراج محمد السلمان[117]

### الأفلام الوثائقية
- فلم حرق من إخراج علي الحسين.
- فلم محارث من إخراج أحمد عبد.
- فلم مهلائيل من إخراج معاذ العوفي.
- فلم أسود من إخراج محمد الصفار.
- فلم  أبو ناصر من إخراج حسن الجيراني.[117]
- فلم القنصل السعودي الذي اختطف في إيران من إنتاج ثمانية.
- فلم (شاهد الرجل الذي تنبأ بمستقبل العرب – إدوارد سعيد) من إنتاج ثمانية.[130]
- فلم البيانست إخراج حسن سعيد.[131]

الإنتاج السينمائي السعودي في 2020
- فلم (شمس المعارف) للمخرج السعودي فارس قدس وهو الفلم الذي باع أكثر من 100 ألف تذكرة في دور العرض السينمائية كأعلى مبيعات لفلم سينما، كما يعتبر الفلم السعودي الأكثر مشاهدة في منطقة الشرق الأوسط على منصة نتفليكس.[132][133][134]
- فلم (فركش) للمنتج السعودي عبد اللطيف الشامي[128]
- فلم الأنميشن مسامير من إنتاج شركة Myrkott[117]
- فلم (مَن يحرقن الليل) إنتاج جواهر العامري وإخراج سارة مسفر.[135]
- فلم (نجد) للمخرج سمير عارف.[136][137]
- فلم (حد الطار) للمخرج عبدالعزيز الشلاحي.[138]

### الأفلام الطويلة
- فلم "قبل أن ننسى" من إخراج نواف الجناحي.
- فلم تمزُق من إخراج حمزة جمجوم.
- فلم أربعون عام وليلة من إخراج محمد الهليل.
- فلم ولد مرزق من إخراج سيف شيخ نجيب.
- فلم حد الطار من إخراج عبدالعزيز الشلاحي.
- الفلم الروائي الطويل "بلوغ" يضم 5 أفلام قصيرة لـ 5 مخرجات سعوديات، هن: فاطمة البنوي، هند الفهاد، جواهر العامري، نور الأمير، وسارة مسفر.[139]

- فلم (سكة طويلة) للمخرج عمر نعيم، وبطولة براء عالم وفاطمة البنوي. وذكرت مجموعة MBC في حفل إطلاق الفلم في شهر أغسطس أنه أول فلم أكشن سعودي.[140]
- فلم (أغنية الغراب) للمخرج محمد السلمان.[141][142]
- فلم (سطار) للمخرج عبد الله العراك، من بطولة إبراهيم الحجاج، وعبد العزيز الشهري، وعبد العزيز المبدل، وشهد القفاري، ِوإبراهيم الخير الله.[143] وتصدر الفلم قائمة الأفلام السعودية من حيث المبيعات في خلال أقل من أسبوعين من انطلاقة عرضه في 29 ديسمبر 2022، حيث تجاوزت مبيعات الفلم ما يفوق 159 ألف تذكرة حتى تاريخ 8 يناير 2023.[144][145]
- فلم (بين الرمال) للمخرج محمد العطاوي.[146]
- فلم (رقم هاتف قديم) فيل قصير سيناريو وإخراج علي سعيد، وبطولة يعقوب الفرحان.[147]
- فلم ( كيان) تأليف وإخراج حكيم جمعة.[148]
- فلم ( قوارير) من إخراج 5 مخرجات سعوديات وهنّ رغيد النهدي، ونورة المولد، وربى خفاجي، وفاطمة الحازمي، ونور الأمير.[149][150][151]
- فلم (90 يوم) من إخراج خالد الحربي.[152]

### الأفلام القصيرة
- فلم (اعذريني) فلم قصير إخراج جبريل محمد وبطولة أضوى فهد ومحمد علي.
- فلم (زبرجد) فلم قصير إخراج حسين المطلق.
- فلم (مرثية سكون) فلم قصير إخراج ماجد زهير سمان.
- فلم (يا حظي فيك) فلم قصير إخراج نورا أبو شوشة.
- فلم (أول مرة تحب يا قلبي) فلم قصير إخراج فيصل بوحشي.
- فلم (إعادة توجيه) فلم قصير إخراج فهد العتيبي.
- فلم (الطفل في خزانة الملابس) فلم قصير إخراج خالد زيدان.
- فلم (تجربة أداء) فلم قصير إخراج علي باسعيد.
- فلم (حين يزهر الأحمر) فلم قصير إخراج تالة الحربي.
- فلم (كبريت) فلم قصير إخراج سلمى مراد.[153][154]
- فلم (يلا يلا بينا) فلم قصير إخراج محمد حماد.
- فلم (أرجيحة) فلم قصير إخراج رنيم لمهندس ودانة المهندس.
- فلم (شاي ورق) فلم قصير إخراج محمد باقر.
- فلم (عثمان) فلم قصير إخراج خالد زيدان.
- كوفيد التاسع عشر من إخراج عمر العميرات.
- فلم الطائر الصغير: رياح تحت جناح الأمل من إخراج خالد فهد.
- فلم الدائرة الحمراء من إخراج وتمثيل عبد العزيز السرحان.
- فلم هُلِس من إخراج محمد باسلامه.
- فلم أرض القبول من إخراج منصور أسعد.
- فلم واحد طش من إخراج محمد هلال.
- فلم الأنميشن ساحرة النخيل من إخراج هالة الهايد.
- فلم يوم فقدت نفسي من إخراج رامي الزاير.
- فلم الجكر من إخراج عبد العزيز الصالح.
- فلم الرفعة من إخراج عباس الشويفعي.
- فلم تليفون خربان من إخراج رغد البارقي.
- فلم الأنميشن أم السعف والليف إخراج هلا الحيد.[155]
- فلم زوال من إخراج مجتبى سعيد.[156]

### الأفلام الوثائقية
- فلم (من ذاكرة الشمال) فلم وثائقي قصير من إخراج عبد المحسن المطيري.[157]
- فلم (قصيدة الملك) فلم وثائقي قصير ضمن سلسلة جواب، من إخراج عبد الوهاب بن شداد وإنتاج شركة ثمانية.[158]
- فلم الرجل الذي يعرف القاتل من قدمه من إنتاج شركة ثمانية.[159]
- فلم على حد سواء إخراج عبدالرحمن صندقجي[160][161]

### الأفلام الطويلة
- فلم (الخلاط+) إخراج فهد العماري.[162]
- فلم (طريق الوادي) إخراج خالد فهد.[163][164][165]
- فلم (الهامور ح.ع) إخراج عبد الإله القرشي، وهو أول فلم سعودي تجاري يعرض في مصر.[166][167]
- فلم المكان المهجور للمخرجة جيجي حزيمة.
- فلم رجل الخشب لـلمخرج قتيبة الجنابي.
- فلم آخر السعاة للمخرج سعد الصباغ.
- فلم (عبد) إخراج منصور أسد.[168]
- فلم (تشيللو) إخراج دارين لين بوسمان.[169]
- فلم (هجان) إخراج أبو بكر شوقي.[170][171]
- فلم (مندوب الليل) إخراج علي الكلثمي.[172][173][174]
- فلم (راس براس) إخراج مالك نجر.[175]
- فلم (ناقة) مشعل الجاسر.[176][177][178]
- فلم (حوجن) ياسر الياسري.[179]
- فلم (نورة) توفيق الزايدي.[180][181][182][183][184]
- فلم (أحلام العصر) فارس قدس.[185]
- فلم ( جرس إنذار) خالد الفهد.[186][187][188]
- فلم (إلى ابني) إخراج ظافر عابدين.[189][190][191]

### الأفلام القصيرة
- فلم شريط فيديو تبدل لـلمخرجة مها الساعاتي.
- فلم هل تسمع الجن في النخيل؟ لـلمخرج عبد المحسن آل بن علي.
- فلم في حذائي للمخرج لؤي التتان.
- فلم الترياق لـلمخرج حسن سعيد.[192]
- فلم شارع 105 لـلمخرج عبد الرحمن الجندل.
- فلم قصة شرطي للمخرج داود شعيل.
- فلم يد أمي لـلمخرجة كاردينيا هيمن حمة أمين.
- فلم قهوة لـلمخرجة رشا الشريف.
- فلم سليق للمخرجة أفنان باويان.[193][194]
- فلم وحشة السماء للمخرجة مريم خياط.
- فلم جناحا زرقاء اليمامة للمخرج عبد العزيز آل سلطان.
- فلم دعاء أمل للمخرج حمد الحمادي.
- حوافر لـلمخرج حمد عبد الله علي.
- فلم آخر حلم للمخرجة ملاك مناحي.
- فلم تيه الحمام للمخرج جان نبي البلوشي.
- فلم لا تروح بعيد للمخرجة مريم خالد طيبة.
- فلم مكان في الزمان للمخرج نواف الجناحي.
- فلم المدرسة القديمة للمخرج عبد الله الخميس.
- فلم زبرجد للمخرج حسين المطلق.
- فلم كورة للمخرج زياد الزهراني.
- فلم كبش الفداء للمخرج طلحة بن عبد الرحمن.
- فلم الاستشراف للمخرج ماجد السيهاتي.
- فلم حجل للمخرج لؤي الدفاعي.
- فلم عزيمة عشاء للمخرج فيصل بوحشي.
- فلم شدة ممتدة للمخرج سلطان ربيع.[195]
- فلم ليلى للمخرج زكريا البشير.[196]

### الأفلام الوثائقية
- فلم تحت سماء واحدة من إخراج مجتبى سعيد فائز بالنخلة الذهبية لأفضل فلم وثائقي في مهرجان أفلام السعودية.[197]
- فلم تروكاج للمخرج أحمد أبو زنادة.[198]
- فلم يارا لـلمخرجة آرام عبد الله.
- فلم حادي العيس لعبد الله سحرتي.
- فلم سهرة مع ليلى لـلمخرجة هيا الغانم.
- فلم بنات الذهب لـلمخرجة ضوا الخليفة.
- فلم مسافات طويلة لـعلي البيماني.
- فلم بصيرة لأيمن الغامدي.
- فلم لن تغوص وحيداً لـفهد الميمني.
- فلم العرضة النجدية لـفيصل العتيبي.[199]
- فلم رماد الذاكرة لـحسين أصفير.
- فلم حامض حلو لأحمد الحساوي.
- فلم انسياب لـبدر الحمود.
- فلم قصة ملك الصحافة لحسن سعيد.[200]
- فلم معركة الجسور لـحمد معروف.
- فلم بشغف لأحمد زكي.[195]

### الأفلام الطويلة
- فلم آخر سهرة في طريق ر لـ محمود صباغ.[201][202]
- فلم شباب البومب لـ يولي كاسي.[203]
- فلم أحلام العصر لـ فارس قدس.[204]
- فلم بسمة لـ فاطمة البنوي.[205]
- فلم هوبال لـ عبد العزيز الشلاحي.[206][207]
- فلم ليل نهار لـ عبد العزيز المزيني.[208]
- فيلم كوتش هلال لـ فيصل بوحشي.

### الأفلام القصيرة
- فلم الرسوم المتحركة "واسجد واقترب"، لـ ثريا الشهري ونبيلة أبو الجدايل.[209]
- فلم "علكة" للمخرج بلال البدر.[210]

### الأفلام الوثائقية
- فلم راعي الأجرب من إنتاج مبادرة كنوز - وزارة الإعلام.[211][212][213]
- فلم روح التأسيس إنتاج و إخراج شركة الثريا للإنتاج الفني بالتعاون مع المخرجة ثريا الشهري.[214]
- فلم هورايزن من إنتاج مبادرة كنوز - وزارة الإعلام.[215][216][217]
- فلم أندرقراوند من إخراج عبد الرحمن صندقجي.[218]

### الأفلام الطويلة
- فلم إسعاف بطولة: ابراهيم الحجاج ومحمد القحطاني.[219]
- فلم شباب البومب ٢ بطولة: فيصل العيسى.[220]
- فلم فخر السويدي بطولة: فهد المطيري "أبو سلّو".[221]

- فلم الزرفة. بطولة: محمد شايف، حامد الشراري، وأحمد الكعبي.[222]
- فلم المجهولة: للمخرجة هيفاء المنصوري، بطولة ميلا الزهراني.[223][224]
- فلم هجير: للمخرجة سارة طلب، بطولة عبد العزيز فيصل،ريم الحبيب.[225][226]

## الأفلام السعودية في المهرجانات والجوائز العربية والدولية
- حصلت الأفلام السعودية وحصل المخرجون الممثلون السعوديون على عشرات الجوائز في المهرجانات السينمائية العربية والدولية، وكان أول فلم سعودي حصل على جائزة دولية هو فلم اغتيال مدينة للمخرج السعودي عبد الله المحيسن وحاز حينها على جائزة (نفرتيتي) لأفضل فلم قصير عام 1977، كما كان الفلم قد عرض في مهرجان القاهرة السينمائي عام 1977.
- كذلك توج الفلم السعودي حرمة بجائزة دولية بحصوله على الجائزة الذهبية لمهرجان بيروت السينمائي لعام 2013، وحظي بالمشاركة في المسابقة الرسمية للأفلام القصيرة في مهرجان برلين العريق في دورته للعام 2013م كأول فلم سعودي يشارك في هذا المهرجان.[117][227]
- أعلنت أكاديمية العلوم والفنون الأمريكية في أكتوبر 2013 وبشكل رسمي عن القائمة الإجمالية للأفلام المرشحة لجائزة أوسكار أفضل فلم أجنبي لعام 2013 والتي ضمت 71 فلماً من مختلف دول العالم. وجاء من بينها الفلم السعودي وجدة للمخرجة السعودية هيفاء المنصور وذلك للمرة الأولى في تاريخ السعودية.[228] وتُوِّج بثلاث جوائز تقديرية في مهرجان فينيسيا العالمي، وبذلك يُعد أول فلم سعودي طويل يحظى بجائزة في هذا المهرجان ويعرض بشكل تجاري دولياً، كما ترشح لجائزة أفضل فلم أجنبي من أكاديمية الفلم البريطاني (بافتا).[117]
- في عام 2017، فاز الفلم السعودي "وسطي" بجائزتين من مهرجان ويليامزبرچ السينمائي الذي أقيم في مدينة نيويورك الأميركية، هما جائزة أفضل فلم أجنبي وجائزة أفضل مخرج للفنان علي الكلثمي.[120]
- وحصل الفلم السعودي القصير (سومياتي بتدخل النار) من إخراج مشعل الجاسر وإنتاج مركز إثراء، على جائزة أفضل فلم أجنبي لفئة أفلام الطلاب في مهرجان لوس أنجلوس للأفلام المستقلة، وعُرض في مهرجان كان السينمائي في عام 2018، مع ثمانية أفلام سعودية أخرى.[229]
- في عام 2019 حصل فلم (آخر زيارة) على جائزة لجنة التحكيم في المهرجان الدولي للفلم في مراكش.[230]
- في عام 2019 حصل الفلم الوثائقي( البيانست)على جائزة لجنة التحكيم، في مهرجان بيروت السينمائي الدولي، في دورته الـ18.[131]
- في ديسمبر 2020 حصل فلم «حد الطار» على جائزتين من مهرجان القاهرة السينمائي الدولي في دورته الثانية والأربعين، حيث حصل الفلم على جائزة لجنة التحكيم الخاصة «صلاح أبو سيف»، وحصل بطل الفلم فيصل الدوخي على جائزة أفضل ممثل.[231]
- في أبريل 2021 فاز المخرج السعودي عبد العزيز الشلاحي بجائزة أفضل مخرج عن فلم «حد الطار» في مهرجان مالمو للسينما العربية في السويد.[232]
- في 22 نوفمبر 2021 أعلنت هيئة الأفلام السعودية أنها رشحت الفلم الروائي «حد الطار» لتمثيل المملكة في جائزة الأوسكار عن فئة أفضل فلم بلغة أجنبية.[233]
- وفي يونيو 2022 فاز فلم الرحلة بجائزة أفضل فلم تجريبي في مهرجان سبتيموس للأفلام السينمائية الهولندي.[234]
- في أغسطس 2022 حصل فلم اعذريني على جائزتين، هما: "Best Screenplay and Best Web Series" أفضل سيناريو، وأفضل فلم درامي يمكن مشاهدته على شكل حلقات قصيرة، وذلك في مهرجان "Global Film Festival Awards" في لوس أنجلوس في أمريكا.[235]
- في أكتوبر 2022 أعلنت هيئة الأفلام السعودية عن ترشيح فلم «أغنية الغراب» لتمثيل السعودية في جائزة الأوسكار عن فئة أفضل فلم دولي.[236]
- في أكتوبر 2023 أعلن عن ترشيح فلم «الهامورح.ع» لتمثيل السعودية في جائزة الأوسكار 2024 عن فئة أفضل فلم دولي.[237]
- في أبريل 2024 كشفت اللجنة المنظمة لمهرجان "كان" السينمائي الدولي عن قائمة الأفلام المشاركة في دورته الـ 77 وتضمنت القائمة للمرة الأولى في تاريخ مهرجان "كان" السينمائي مشاركة السينما السعودية بالفلم الروائي الطويل "نورة" للمخرج توفيق الزايدي.[238]
- في أبريل 2024 شاركت السعودية في الدورة الـ14 من "مهرجان مالمو السينمائي" بسبعة أفلام ، حيث عرضت ضمن المسابقة الرسمية للأفلام ثلاثة أفلام سعودية هي مندوب الليل، سليق ،وترياق، كما نظمت جولة لعرض أربعة أفلام سعودية على هامش المهرجان في خمس مدن مختلفة في السويد، وهي أفلام هجان وحوجن وأمس بعد بكرة ومندوب الليل.[239]
- في مايو 2024 نال فلم الرسوم المتحركة "واسجد واقترب" جائزة الرسوم المتحركة في مهرجان كان السينمائي لعام 2024، ،والفلم من إخراج وإنتاج ثريا الشهري وابنتها الفنانة التشكيلية نبيلة أبو الجدايل.[240][241]
- في أغسطس 2025 حصل المخرج  بلال البدر على جائزة أفضل مخرج على فلمه القصير "علكة" وذلك في الدورة الـ49 من مهرجان السويد السينمائي الدولي.[242]

## النشاط المحلي

### لجنة السينما السعودية
تأسست لجنة السينما السعودية في شهر مارس 2015م. تولى رئاسة اللجنة فهد التميمي لتكون أول لجنة سينما سعودية تعمل تحت مظلة حكومية، تابعة لوزارة الثقافة والإعلام، جمعية المنتجين والموزعين السعوديين. وجاءت هذه اللجنة لتكون استجابة لصناع الأفلام والسينمائيين للعمل تحت مظلة حكومية، وتهدف اللجنة إلى نشر الثقافة السينمائية في المجتمع السعودي وخلق بيئة سينمائية بين صناع الأفلام وتسهيل كل المهمات لهم من تصاريح تصوير وغيرها، وبعد استقالة الرئيس تم حل اللجنة في نهاية عام 2016.

### سينما الحوش
في يونيو 2019 أطلق المخرج السعودي محمد صباغ مبادرة (سينما الحوش) التي انطلقت من جدة التاريخية، وهي أولى مبادرات السينما المستقلة في السعودية وتهدف لإتاحة المشاهدة المجانية لمجموعة أفلام مختارة من أروع الأعمال السينمائية لمخرجين سعوديين، وعرب، وعالميين تُعرض في الهواء الطلق على مدى أيام. وقد انتقلت المبادرة إلى مناطق مختلفة في السعودية منها العلا في يناير 2022، ومعرض الرياض الدولي للكتاب 2022.

### المواقع السينمائية السعودية على الإنترنت
مرحلة تأسيس مواقع سينمائية سعودية وهي المرحلة الأهم والتي مازالت تواصل مسيرتها في الإنترنت، وجاءت هذه المرحلة كاستجابة طبيعية للاهتمام السينمائي الكبير الذي انتشر بين عدد من الشباب السعودي مطلع الألفية الجديدة، وتمثل في كثرة المنتديات والمواقع السينمائية السعودية كالموقع الشهير (سينماك) الذي كان قد بدأ كموقع بسيط حول الأفلام الأمريكية باسم (استراحة) ثم (موقع الأفلام العربي) من تأسيس الشاب السعودي هاني السلطان حتى اشتهر فيما بعد باسم (سينماك) مع بداية الألفية وليصبح الكثير من أعضائه الثلاثة عشر سنة الماضية من أبرز شباب السينما السعوديين في مجالات الاخراج والسيناريست والكتابة الصحفية وصناعة الأفلام عمومًا.

### المجلس السعودي للأفلام
في عام 2018 تم تأسيس المجلس السعودي للأفلام تحت مظلة الهيئة العامة للثقافة كخطوة في اتجاه دعم وتطوير فن صناعة الأفلام والمحتوى في المملكة العربية السعودية. يهدف المجلس إلى دعم وتنمية المواهب الإبداعية في سياق العمل على تطوير قطاع الأفلام والمحتوى الإبداعي في المملكة العربية السعودية من خلال المبادرات والاستثمارات المدروسة والتنمية الاستراتيجية والمستدامة. ويسعى المجلس السعودي للأفلام إلى تمكين المواهب السعودية، وتنويع وتعزيز المحتوى الإبداعي الثقافي السعودي على المستوى المحلي والإقليمي والعالمي، بالإضافة إلى تطوير قطاع يساهم بشكل ملموس في التنمية الاقتصادية والاجتماعية في المملكة وفق «رؤية 2030».

### برنامج تمويل قطاع الأفلام
في فبراير 2022، أعلن صندوق التنمية الثقافي عن «برنامج تمويل قطاع الأفلام»، وهو برنامجٌ يهدف إلى دعم المحتوى المرئي المحلي والتطوير الشامل لقطاع الأفلام بالمملكة، بمخصصات تقدر بـ 879 مليون ريال. ويعد البرنامج أحد مبادرات برنامج المحتوى الرقمي IGNITE الذي يهدف إلى تعزيز المحتوى الرقمي في المملكة، وتنمية قطاع الثقافة في المملكة عمومًا، وقطاع الأفلام خصوصًا. ويسعى الصندوق من خلال البرنامج لدعم صناعة قطاع أفلام نشط ومستدام، من خلال باقات تمويلية لتطوير وإنتاج وتوزيع الأفلام والمسلسلات، إضافة إلى تمكين البنية التحتية والرواد من القطاع الخاص، وتستهدف هذه الباقات التمويلية الشركات المنتجة والموزعة، وجميع منشآت القطاع الخاص التي تعمل في مجال صناعة الأفلام لتعزيز تنافسية القطاع، حيث سيتم تخصيص 70% من الميزانية لتطوير وإنتاج وتوزيع المحتوى، و30% لتطوير البنية التحتية للقطاع.

### صندوق البحر الأحمر للإنتاج
يقدم مهرجان البحر الأحمر السينمائي هذا الصندوق دعماً للمشاريع الجاهزة وذلك لإنتاجها والبدء بعمليات التصوير. حيث تُدعم الأفلام الطويلة والمسلسلات سواء الروائية أو التحريك، من مخرجين عرب أو من أصول عربية أو من جنسية إفريقية. أما الأفلام القصيرة  سواء الروائية أو الوثائقية أو التحريك، من مخرجين سعوديين فقط.

### الصندوق السعودي للأفلام
19 فبراير 2024م أعلن عن إطلاق «الصندوق السعودي للأفلام» برأس مال 375 مليون ريال سعودي باستثمار من الصندوق الثقافي بنسبة 40% من ميزانية الصندوق بالشراكة مع «ميفك كابيتال» لإدارة الصندوق، و«رؤى ميديا فنتشرز» الشريك الفني.

## التواجد في السينما العالمية

### ممثلين سعوديين شاركوا في أفلام عربية وعالمية
- الولايات المتحدة: الكاتب والمخرج فهد عليان الذي حقق عدة جوائز عالمية، ويعتبر أول سعودي يحقق جائزة رسمية للأفلام بالسعودية وهي جائزة الاعتدال العالميه كأفضل فلم لفلمه الحقيقية واستلم الجائزة من مستشار خادم الحرمين وأمير منطقة مكة خالد الفيصل بحفل ضخم بمدينة جدة.
- مصر: فلم «ويبقى الحب» شارك فيه الفنان السعودي فؤاد بخش
- مصر: صراع مع الأيام: شارك فيه الفنان السعودي سعد خضر عام 1984.
- مصر: رحلة المشاغبين: شارك فيه الفنان السعودي سعد خضر عام 1988.
- لبنان: الغافلون: شارك فيه الفنان السعودي سعد خضر عام 1990.
- لبنان: الزوجة المفقودة: شارك فيه الفنان السعودي سعد خضر عام 1992.
- الولايات المتحدة الأمريكية: المنتج السعودي محمد التركي قام بإنتاج أفلام كثيرة في هوليود.[253]
- كندا: شاركت الممثلة السعودية عائشة القصيّر (Aixa Kay)[254] في دور البطولة في الفلم الطويل «طريق الياسمين»[255] عام 2019.[256][257]
- فرنسا: المنتج والمصور السينمائي السعودي بكر الدحيم قام بإنتاج عدة أفلام قصيرة في باريس.[258]

### أفلام عالمية تم تصويرها في السعودية
- إيطاليا فلم Le Schiave Esistono Ancora: اسمه باللغة العربية «وأساور لا يزال هناك» صور عام 1964
- الولايات المتحدة الأمريكية فلم Malcolm X: صور أجزاء منه في مكة المكرمة عام 1992
- فرنسا فلم الرحلة الكبرى: اسمه باللغة العربية «الرحلة» صور في مكة المكرمة عام 2004
- النمسا فلم Exile Family Movie: اسمه باللغة العربية «فلم العائلة» صور عام 2006 [259]
- الولايات المتحدة فلم Cherry: صورت أجزاء منه في محافظة العُلا شمال غرب المملكة العربية السعودية عام 2021.[260]
- الولايات المتحدة الأمريكية فلم قندهار (Kandahar) من بطولة ترافيس فيميل، جيرارد بتلر، صور في العلا عام 2023.[261]

### أفلام عالمية تتحدث عن السعودية
- الولايات المتحدة الأمريكية فلم المملكة: يتحدث عن الحرب على الإرهاب في السعودية تم تصوير الجزء الأكبر من مشاهد الفلم في ولاية أريزونا الأمريكية، وقد منع عرض الفلم في عدد من الدول العربية [262]
- فلم مجسم من أجل الملك من بطولة توم هانكس وبإنتاج دولي مشترك، ويحكي قصة بائع يزور السعودية لعرض صفقة على الملك. صور الفلم في المغرب ومصر، وصدر 22 أبريل 2016.